# تامر ییعیت
تامر ییعیت (انگلیسی: Tamer Yiğit؛ زادهٔ ۱۹ ژانویهٔ ۱۹۴۲) بازیگر، فیلم‌نامه‌نویس، و تهیه‌کننده فیلم اهل ترکیه است.